# 점매가리과
점매가리과(Veliferidae)는 이악어목에 속하는 조기어류과의 하나이다. 인도양과 서태평양에서 발견된다. 가시점매가리(Metavelifer multiradiatus)와 점매가리(Velifer hypselopterus)의 2종을 포함하고 있다.

## 하위 분류
점매가리과는 현존하는 2속 2종으로 이루어져 있다.
- 가시점매가리속 (Metavelifer) Walters, 1960
  - 가시점매가리 (Metavelifer multiradiatus) (Regan, 1907)
- 점매가리속 (Velifer) Temminck and Schlegel, 1850
  - 점매가리 (Velifer hypselopterus) Bleeker, 1879